# Rossviks gård
Rossvik är en herrgård i Husby-Rekarne socken, Eskilstuna kommun, nära Hyndevadsström och Närsjöfjärden.
Rossvik omtalas 1336 som tillhörigt Eskilstuna kloster men 1374 bytte Ragvald Nilsson (Fargalt) till Hedensö till sig godset som senare förvärvades av Rossviksätten. 1419 beboddes Rossvik av Nils Gustafsson (Rossviksätten) som var far till Erik Puke, vilken uppges ha varit född på gården. Under 1400-talet skall Rossvik ha tillhört ätten Natt och Dag men åtminstone 1457 tillhörde det häradshövding Matts Kagge. I början av 1500-talet tillhörde det riksrådet Knut Lindormsson (Vinge) och tillföll 1533 Lars Siggesson (Sparre), varför hans ättlingar senare kom att anta namnet Sparre af Rossvik. Släkten ägde Rossvik fram till 1827, då det genom giftermål kom i släkten Gyllenbergs ägo.
Gårdens huvudbyggnad har ett originellt utseende och består av en låg, över 50 meter lång gulputsad timmerbyggnad, uppförd omkring 1700.